# Dhaku
Dhaku (en népalais : धकु) est un comité de développement villageois du Népal situé dans le district d'Achham. Au recensement de 2011, il comptait 1 801 habitants.